# Montbeton
Montbeton est une commune française située dans le centre du département de Tarn-et-Garonne, en région Occitanie.
Sur le plan historique et culturel, la commune est dans le Pays Montalbanais, correspondant à la partie méridionale du Quercy.
Exposée à un climat océanique altéré, elle est drainée par le ruisseau de Payrol, le ruisseau de Laffitte et par divers autres petits cours d'eau. La commune possède un patrimoine naturel remarquable composé d'une zone naturelle d'intérêt écologique, faunistique et floristique.
Montbeton est une commune rurale qui compte 4 335 habitants en 2022, après avoir connu une forte hausse de la population depuis 1962. Elle est dans l'agglomération de Montauban et fait partie de l'aire d'attraction de Montauban. Ses habitants sont appelés les Montbetonnais ou  Montbetonnaises.

## Géographie

### Localisation
Commune de l'aire d'attraction de Montauban située dans son unité urbaine, à l'ouest de Montauban.

### Communes limitrophes
Montbeton est limitrophe de cinq autres communes.
Les communes limitrophes sont  Albefeuille-Lagarde, Escatalens, La Ville-Dieu-du-Temple, Lacourt-Saint-Pierre et Montauban.
| La Ville-Dieu-du-Temple | Albefeuille-Lagarde  |           |
| Escatalens              | Montbeton            | Montauban |
|                         | Lacourt-Saint-Pierre |           |

Représentations cartographiques de la commune
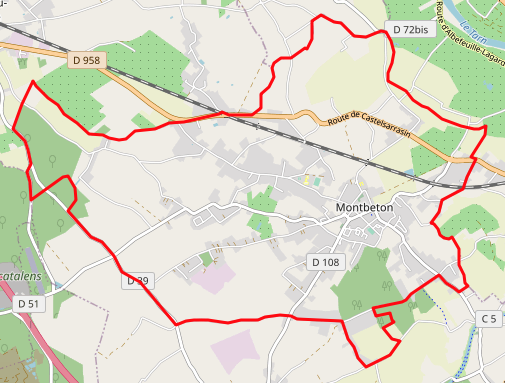
Carte OpenStreetMap.
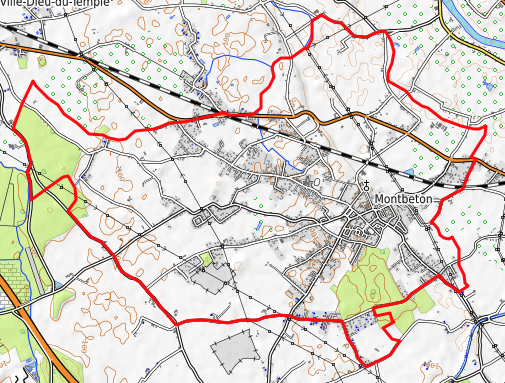
Carte topographique.
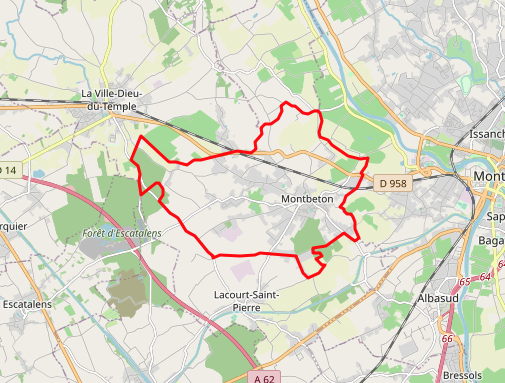
Carte avec les communes environnantes.

### Géologie et relief
La superficie de la commune est de 1 598 hectares ; son altitude varie de 76  à   105 mètres.

### Hydrographie

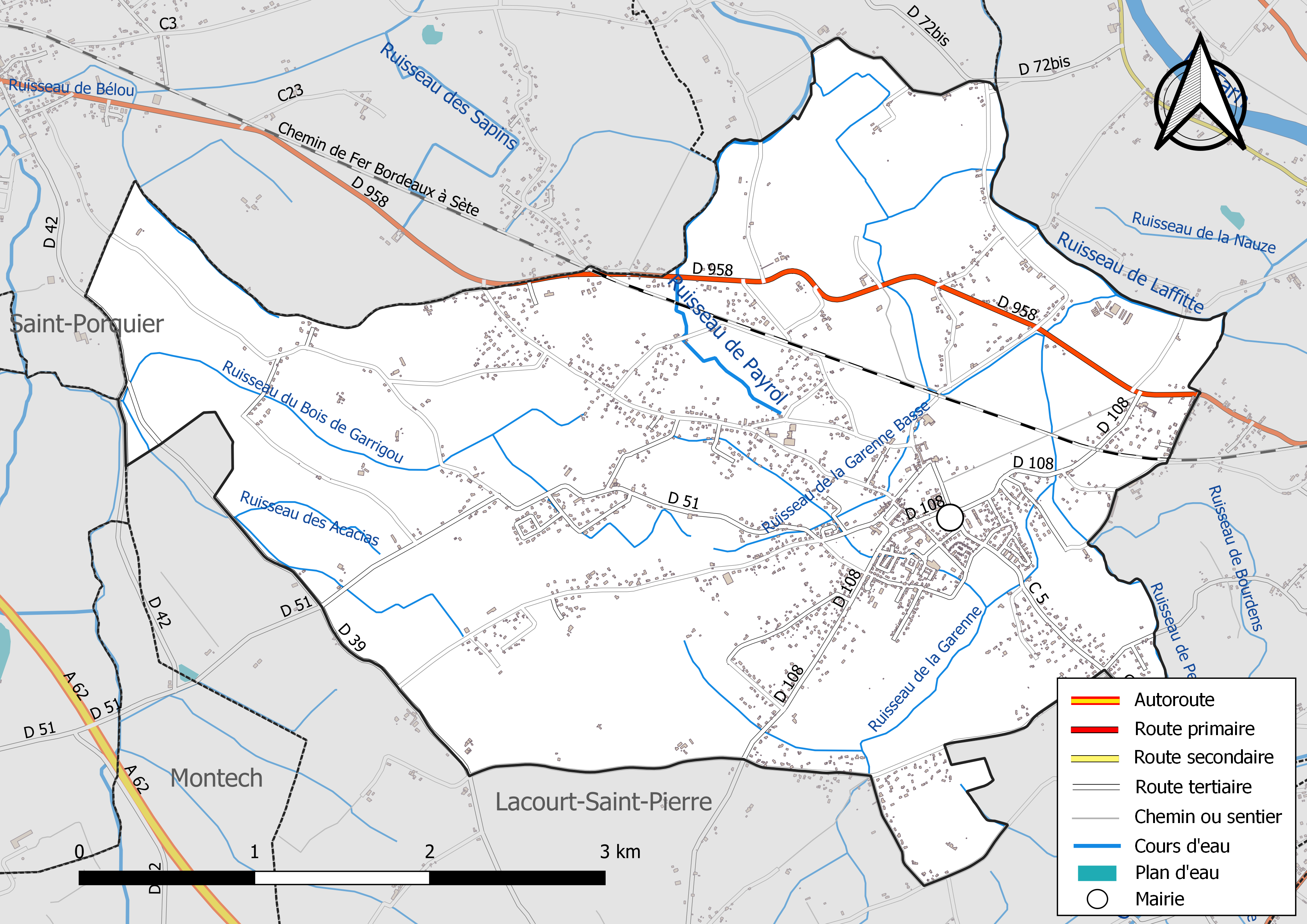
Réseaux hydrographique et routier de Montbeton.

La commune est dans le bassin versant de la Garonne, au sein du bassin hydrographique Adour-Garonne. Elle est drainée par le ruisseau de Payrol, le ruisseau de Laffitte, le ruisseau de Bélou, le ruisseau de la Garenne, le ruisseau de la Garenne Basse, le ruisseau de Mataly, le ruisseau de Perséguet, le ruisseau des Acacias, le ruisseau du Bois de Garrigou et par divers petits cours d'eau, constituant un réseau hydrographique de 26 km de longueur totale,.
Le ruisseau de Payrol, d'une longueur totale de 11,7 km, prend sa source dans la commune et s'écoule du sud vers le nord. Il traverse la commune et se jette dans le Tarn à Barry-d'Islemade, après avoir traversé 4 communes.

### Climat
Pour des articles plus généraux, voir Climat de l'Occitanie et Climat de Tarn-et-Garonne.
En 2010, le climat de la commune est de type climat du Bassin du Sud-Ouest, selon une étude du Centre national de la recherche scientifique s'appuyant sur une série de données couvrant la période 1971-2000. En 2020, Météo-France publie une typologie des climats de la France métropolitaine dans laquelle la commune est exposée à un climat océanique altéré et est dans la région climatique Aquitaine, Gascogne, caractérisée par une pluviométrie abondante au printemps, modérée en automne, un faible ensoleillement au printemps, un été chaud (19,5 °C), des vents faibles, des brouillards fréquents en automne et en hiver et des orages fréquents en été (15 à 20 jours).
Pour la période 1971-2000, la température annuelle moyenne est de 13,2 °C, avec une amplitude thermique annuelle de 15,4 °C. Le cumul annuel moyen de précipitations est de 724 mm, avec 9,4 jours de précipitations en janvier et 6 jours en juillet. Pour la période 1991-2020, la température moyenne annuelle observée sur la station météorologique de Météo-France la plus proche, « Montauban », sur la commune de Montauban à 6 km à vol d'oiseau, est de 13,9 °C et le cumul annuel moyen de précipitations est de 710,2 mm. 
La température maximale relevée sur cette station est de 42,6 °C, atteinte le 24 août 2023 ; la température minimale est de −20 °C, atteinte le 16 janvier 1985,,.
Les paramètres climatiques de la commune ont été estimés pour le milieu du siècle (2041-2070) selon différents scénarios d'émission de gaz à effet de serre à partir des nouvelles projections climatiques de référence DRIAS-2020. Ils sont consultables sur un site dédié publié par Météo-France en novembre 2022.

### Milieux naturels et biodiversité

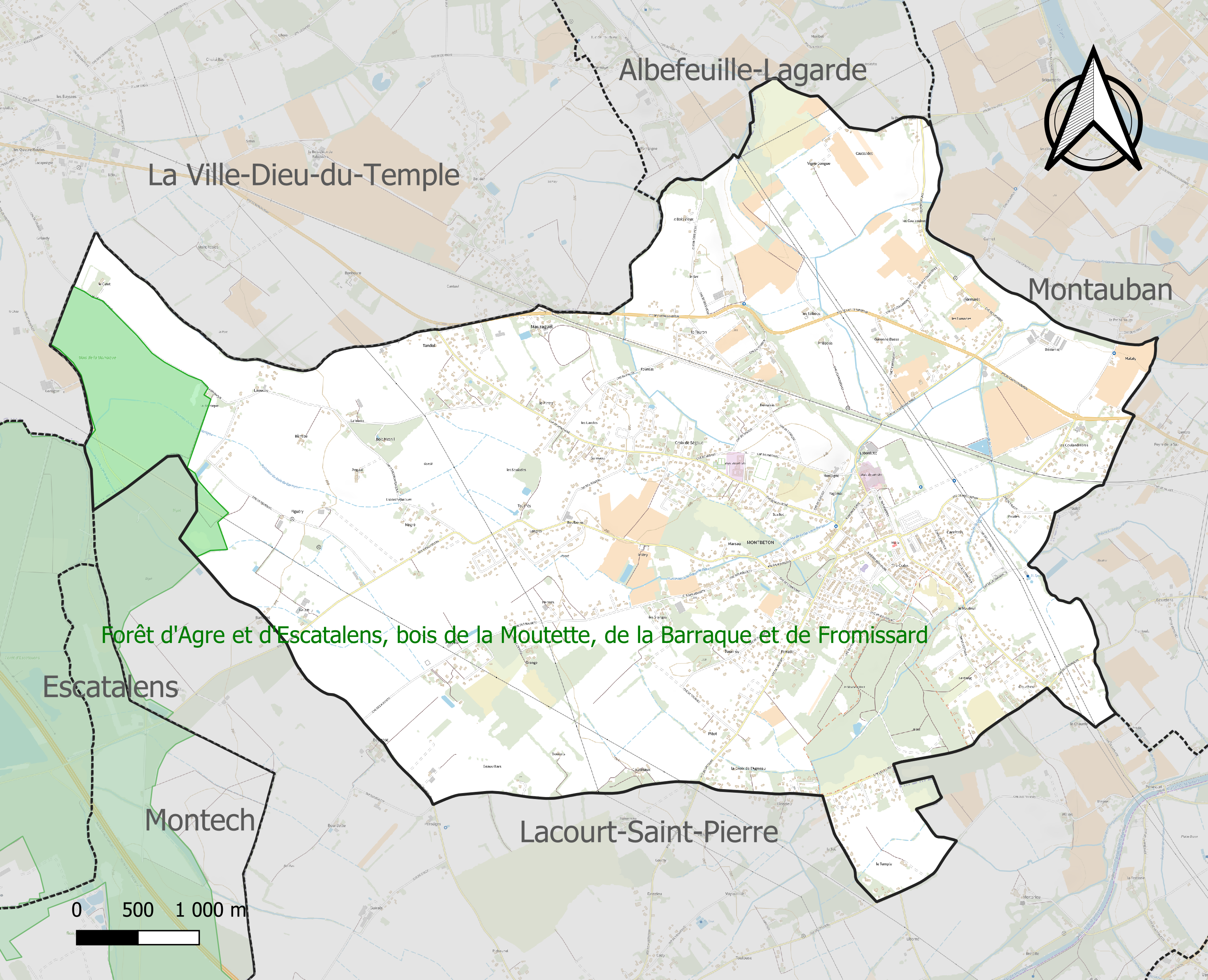
Carte de la ZNIEFF de type 1 localisée sur la commune.

L’inventaire des zones naturelles d'intérêt écologique, faunistique et floristique (ZNIEFF) a pour objectif de réaliser une couverture des zones les plus intéressantes sur le plan écologique, essentiellement dans la perspective d’améliorer la connaissance du patrimoine naturel national et de fournir aux différents décideurs un outil d’aide à la prise en compte de l’environnement dans l’aménagement du territoire.
Une ZNIEFF de type 1 est recensée sur la commune :
la « forêt d'Agre et d'Escatalens, bois de la Moutette, de la Barraque et de Fromissard » (671 ha), couvrant 6 communes du département.

## Urbanisme

### Typologie
Au 1er janvier 2024, Montbeton est catégorisée bourg rural, selon la nouvelle grille communale de densité à sept niveaux définie par l'Insee en 2022.
Elle appartient à l'unité urbaine de Montauban, une agglomération intra-départementale regroupant neuf  communes, dont elle est une commune de la banlieue,,. Par ailleurs la commune fait partie de l'aire d'attraction de Montauban, dont elle est une commune de la couronne,. Cette aire, qui regroupe 50 communes, est catégorisée dans les aires de 50 000 à moins de 200 000 habitants,.

### Occupation des sols

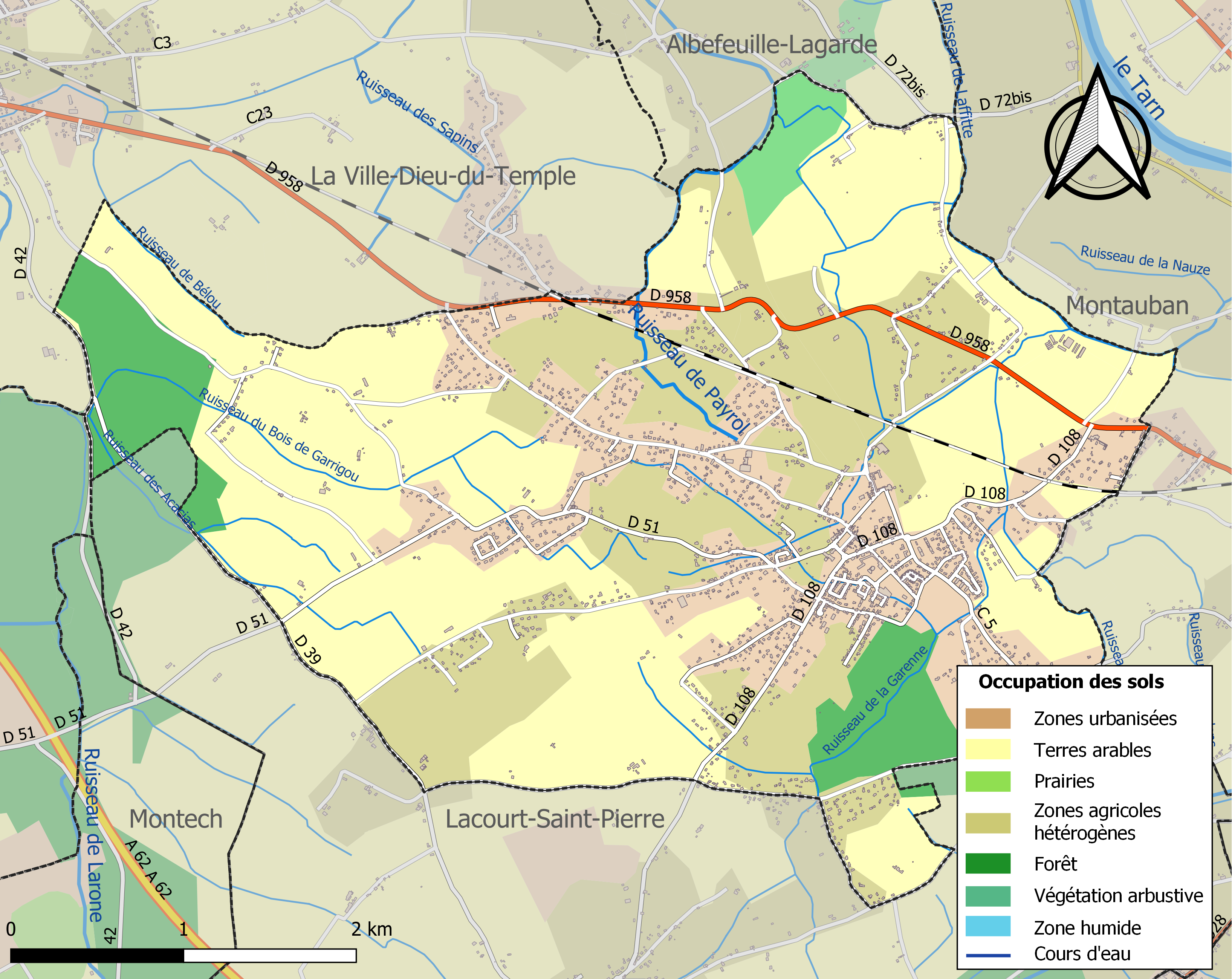
Carte des infrastructures et de l'occupation des sols de la commune en 2018 (CLC).

L'occupation des sols de la commune, telle qu'elle ressort de la base de données européenne d’occupation biophysique des sols Corine Land Cover (CLC), est marquée par l'importance des territoires agricoles (70,1 % en 2018), en diminution par rapport à 1990 (88,9 %). La répartition détaillée en 2018 est la suivante : 
terres arables (42,8 %), zones agricoles hétérogènes (25,2 %), zones urbanisées (20,8 %), forêts (7,5 %), cultures permanentes (2 %), milieux à végétation arbustive et/ou herbacée (1,7 %). L'évolution de l’occupation des sols de la commune et de ses infrastructures peut être observée sur les différentes représentations cartographiques du territoire : la carte de Cassini (XVIIIe siècle), la carte d'état-major (1820-1866) et les cartes ou photos aériennes de l'IGN pour la période actuelle (1950 à aujourd'hui).

### Voies de communication et transports
La commune est desservie par les lignes 4, 21, 22, 23 et 25 du réseau TM Transports Montalbanais, ainsi que par le TAD Zone 2. La ligne 803 du réseau liO dessert également la commune.
Le village est accessible en venant de Montauban par la route départementale D 151 et, au sud, par la route départementale D 108. Il est situé à quelques dizaines de kilomètres de l'autoroute A62 et de la route nationale 20.

### Risques majeurs
Le territoire de la commune de Montbeton est vulnérable à différents aléas naturels : météorologiques (tempête, orage, neige, grand froid, canicule ou sécheresse), inondations, mouvements de terrains et séisme (sismicité très faible). Il est également exposé à un risque technologique, le transport de matières dangereuses. Un site publié par le BRGM permet d'évaluer simplement et rapidement les risques d'un bien localisé soit par son adresse soit par le numéro de sa parcelle.

#### Risques naturels
La commune fait partie du territoire à risques importants d'inondation (TRI) de Montauban-Moissac, regroupant 15 communes concernées par un risque de débordement du Tarn, un des 18 TRI qui ont été arrêtés fin 2012 sur le bassin Adour-Garonne. La crue historique de mars 1930 a provoqué des dégâts considérables. Le sinistre a fait 210 morts et près de 10 000 sinistrés. 120 morts ont été recensés pour la seule ville de Moissac après la rupture des digues et 2 769 maisons ont été détruites en Tarn-et-Garonne. Des cartes des surfaces inondables ont été établies pour trois scénarios : fréquent (crue de temps de retour de 10 ans à 30 ans), moyen (temps de retour de 100 ans à 300 ans) et extrême (temps de retour de l'ordre de 1 000 ans, qui met en défaut tout système de protection). La commune a été reconnue en état de catastrophe naturelle au titre des dommages causés par les inondations et coulées de boue survenues en 1982, 1993, 1996, 1999, 2000, 2006 et 2015,.
Montbeton est exposée au risque de feu de forêt. Le département de Tarn-et-Garonne présentant toutefois globalement un niveau d’aléa moyen à faible très localisé, aucun Plan départemental de protection des forêts contre les risques d’incendie de forêt (PFCIF) n'a été élaboré. Le débroussaillement aux abords des maisons constitue l’une des meilleures protections pour les particuliers contre le feu,.

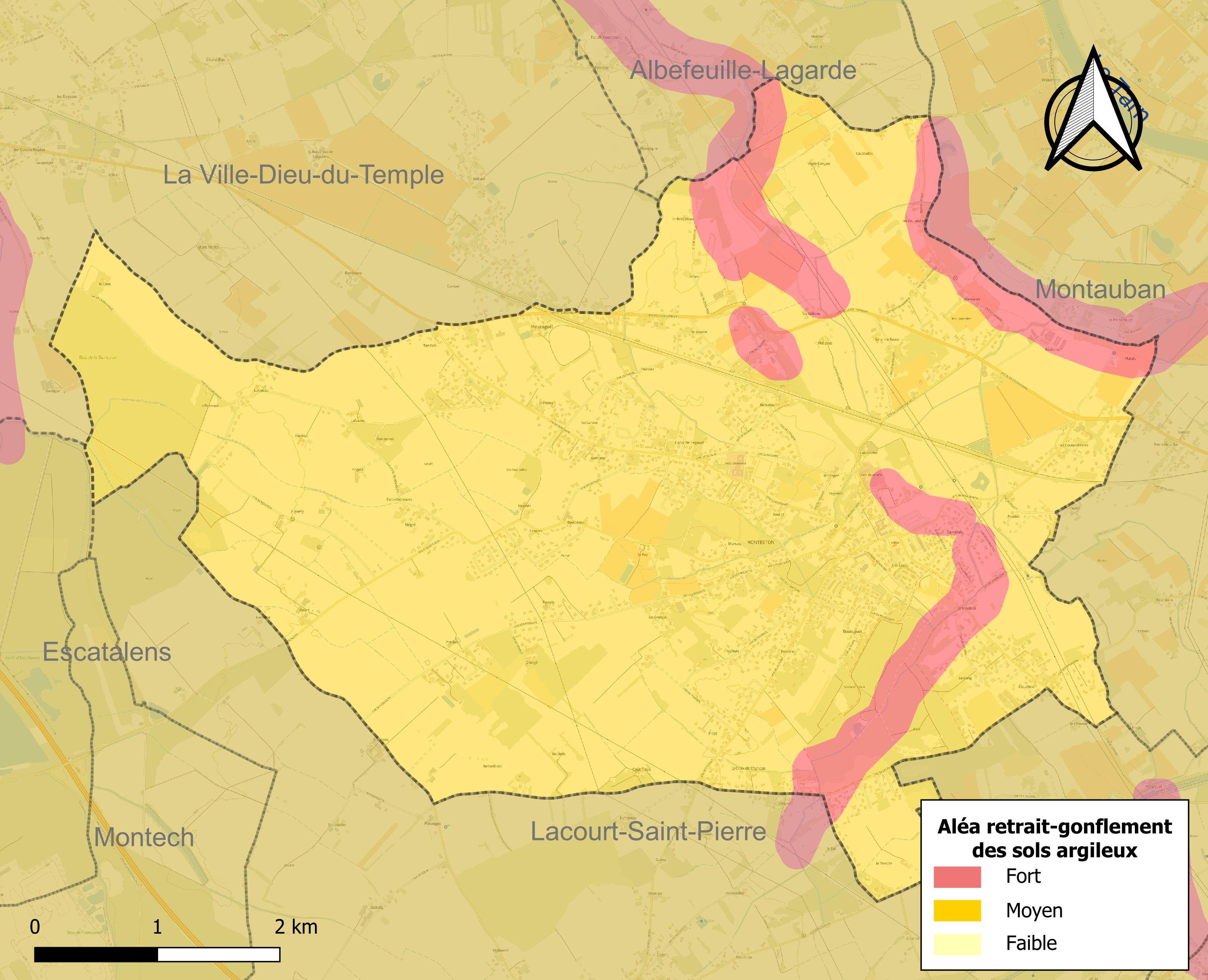
Carte des zones d'aléa retrait-gonflement des sols argileux de Montbeton.

Les mouvements de terrains susceptibles de se produire sur la commune sont des tassements différentiels.
Le retrait-gonflement des sols argileux est susceptible d'engendrer des dommages importants aux bâtiments en cas d’alternance de périodes de sécheresse et de pluie. La totalité de la commune est en aléa moyen ou fort (92 % au niveau départemental et 48,5 % au niveau national). Sur les 1 424 bâtiments dénombrés sur la commune en 2019, 1 424 sont en aléa moyen ou fort, soit 100 %, à comparer aux 96 % au niveau départemental et 54 % au niveau national. Une cartographie de l'exposition du territoire national au retrait gonflement des sols argileux est disponible sur le site du BRGM,.
Par ailleurs, afin de mieux appréhender le risque d’affaissement de terrain, l'inventaire national des cavités souterraines permet de localiser celles situées sur la commune.
Concernant les mouvements de terrains, la commune a été reconnue en état de catastrophe naturelle au titre des dommages causés par la sécheresse en 1989, 1992, 1998, 2002, 2003, 2011, 2015 et 2017 et par des mouvements de terrain en 1999.

#### Risques technologiques
Le risque de transport de matières dangereuses sur la commune est lié à sa traversée par des infrastructures routières ou ferroviaires importantes ou la présence d'une canalisation de transport d'hydrocarbures. Un accident se produisant sur de telles infrastructures est susceptible d’avoir des effets graves sur les biens, les personnes ou l'environnement, selon la nature du matériau transporté. Des dispositions d’urbanisme peuvent être préconisées en conséquence.

## Toponymie
Les habitants sont appelés les Montbetonnais.

## Héraldique
| Blason de Montbeton | Blason  | Écartelé d'azur à une bande d'or, et de gueules à une cloche du même.                   |
| Blason de Montbeton | Détails | Le statut officiel du blason reste à déterminer.                                        |
| Blason de Montbeton | Alias   | Écartelé de sinople et d'argent à la croix brochante de l'un en l'autre. Blason de 1696 |

## Politique et administration

### Administration municipale
Le nombre d'habitants au recensement de 2017 étant compris entre 3 500 habitants et 4 999 habitants au dernier recensement, le nombre de membres du conseil municipal est de vingt sept,.

### Rattachements administratifs et électoraux
La commune fait partie du Grand Montauban et du canton de Montech.

### Liste des maires
| Période                                  | Période      | Identité       | Étiquette | Qualité |
| ---------------------------------------- | ------------ | -------------- | --------- | --- |
| mars 1965                                | juin 1971    | René Alibert   |           | |
| juin 1971                                | février 1989 | Jean Bourdette |           | Ancien cheminot |
| février 1989                             | mars 2008    | Pierre Astoul  | PRG       | |
| mars 2008                                | juillet 2021 | Michel Weill   | PRG       | Chef d'entreprise retraité Conseiller départemental du canton de Montech (2015 → ) Élu Président du conseil départemental le 1er juillet 2021 |
| juillet 2021                             | En cours     | Danielle Bedos |           | |
| Les données manquantes sont à compléter. |              |                |           | |

## Population et société

### Démographie
L'évolution du nombre d'habitants est connue à travers les recensements de la population effectués dans la commune depuis 1793. Pour les communes de moins de 10 000 habitants, une enquête de recensement portant sur toute la population est réalisée tous les cinq ans, les populations de référence des années intermédiaires étant quant à elles estimées par interpolation ou extrapolation. Pour la commune, le premier recensement exhaustif entrant dans le cadre du nouveau dispositif a été réalisé en 2005.

En 2022, la commune comptait 4 335 habitants, en évolution de +3,12 % par rapport à 2016 (Tarn-et-Garonne : +3,12 %, France hors Mayotte : +2,11 %).
| 1793 | 1800 | 1806 | 1821 | 1831 | 1836 | 1841 | 1846 | 1851 |
| ---- | ---- | ---- | ---- | ---- | ---- | ---- | ---- | ---- |
| 500  | 593  | 366  | 496  | 561  | 527  | 581  | 591  | 574  |

| 1856 | 1861 | 1866 | 1872 | 1876 | 1881 | 1886 | 1891 | 1896 |
| ---- | ---- | ---- | ---- | ---- | ---- | ---- | ---- | ---- |
| 647  | 674  | 836  | 830  | 833  | 809  | 877  | 830  | 852  |

| 1901 | 1906 | 1911 | 1921 | 1926 | 1931 | 1936 | 1946 | 1954  |
| ---- | ---- | ---- | ---- | ---- | ---- | ---- | ---- | ----- |
| 834  | 817  | 847  | 743  | 532  | 534  | 807  | 852  | 1 001 |

| 1962  | 1968  | 1975  | 1982  | 1990  | 1999  | 2005  | 2006  | 2010  |
| ----- | ----- | ----- | ----- | ----- | ----- | ----- | ----- | ----- |
| 1 052 | 1 198 | 1 324 | 1 458 | 1 786 | 2 111 | 2 724 | 3 179 | 3 442 |

| 2015  | 2020  | 2022  | - | - | - | - | - | - |
| ----- | ----- | ----- | - | - | - | - | - | - |
| 4 091 | 4 238 | 4 335 | - | - | - | - | - | - |

| selon la population municipale des années : | 1968 | 1975 | 1982 | 1990 | 1999 | 2006 | 2009 | 2013 |
| Rang de la commune dans le département      | 27   | 26   | 23   | 18   | 16   | 12   | 13   | 11   |
| Nombre de communes du département           | 195  | 195  | 195  | 195  | 195  | 195  | 195  | 195  |

### Enseignement
Montbeton fait partie de l'académie de Toulouse.

### Santé
Montbeton est connue aussi pour sa maison de repos et de retraite de la Société des Missions étrangères de Paris qui a abrité dans ses murs des centaines et des centaines de missionnaires français revenus d'Asie. Un grand nombre d'entre eux sont enterrés au cimetière de Montbeton. Elle accueille aujourd'hui une vingtaine de missionnaires à la retraite.

### Activités sportives
Équipe de football : Entente Montbeton-Lacourt (EML), l'Avenir Montbeton Rugby, équipe de rugby à XV.

## Économie

### Revenus
En 2018, la commune compte 1 571 ménages fiscaux, regroupant 3 974 personnes. La médiane du revenu disponible par unité de consommation est de 21 600 € (20 140 € dans le département). 52 % des ménages fiscaux sont imposés (42,6 % dans le département).

### Emploi
|                | 2008  | 2013   | 2018   |
| -------------- | ----- | ------ | ------ |
| Commune        | 7,9 % | 9,6 %  | 7,2 %  |
| Département    | 8,4 % | 10,2 % | 10,3 % |
| France entière | 8,3 % | 10 %   | 10 %   |

En 2018, la population âgée de 15 à 64 ans s'élève à 2 652 personnes, parmi lesquelles on compte 76,3 % d'actifs (69 % ayant un emploi et 7,2 % de chômeurs) et 23,7 % d'inactifs,. Depuis 2008, le taux de chômage communal (au sens du recensement) des 15-64 ans est inférieur à celui de la France et du département.
La commune fait partie de la couronne de l'aire d'attraction de Montauban, du fait qu'au moins 15 % des actifs travaillent dans le pôle,. Elle compte 573 emplois en 2018, contre 612 en 2013 et 511 en 2008. Le nombre d'actifs ayant un emploi résidant dans la commune est de 1 857, soit un indicateur de concentration d'emploi de 30,9 % et un taux d'activité parmi les 15 ans ou plus de 60,8 %.
Sur ces 1 857 actifs de 15 ans ou plus ayant un emploi, 262 travaillent dans la commune, soit 14 % des habitants. Pour se rendre au travail, 90,9 % des habitants utilisent un véhicule personnel ou de fonction à quatre roues, 2,7 % les transports en commun, 2,4 % s'y rendent en deux-roues, à vélo ou à pied et 3,9 % n'ont pas besoin de transport (travail au domicile).

### Activités hors agriculture

#### Secteurs d'activités
202 établissements sont implantés  à Montbeton au 31 décembre 2019. Le tableau ci-dessous en détaille le nombre par secteur d'activité et compare les ratios avec ceux du département,.
| Secteur d'activité                                                                                        | Commune | Commune | Département |
| Secteur d'activité                                                                                        | Nombre  | %       | %           |
| --- | ------- | ------- | ----------- |
| Ensemble                                                                                                  | 202     | 100 %   | (100 %)     |
| Industrie manufacturière, industries extractives et autres                                                | 16      | 7,9 %   | (9,6 %)     |
| Construction                                                                                              | 47      | 23,3 %  | (14,9 %)    |
| Commerce de gros et de détail, transports, hébergement et restauration                                    | 40      | 19,8 %  | (29,7 %)    |
| Information et communication                                                                              | 2       | 1 %     | (1,9 %)     |
| Activités financières et d'assurance                                                                      | 7       | 3,5 %   | (3,4 %)     |
| Activités immobilières                                                                                    | 8       | 4 %     | (3,3 %)     |
| Activités spécialisées, scientifiques et techniques et activités de services administratifs et de soutien | 28      | 13,9 %  | (14,1 %)    |
| Administration publique, enseignement, santé humaine et action sociale                                    | 30      | 14,9 %  | (13,6 %)    |
| Autres activités de services                                                                              | 24      | 11,9 %  | (9,3 %)     |

Le secteur de la construction est prépondérant sur la commune puisqu'il représente 23,3 % du nombre total d'établissements de la commune (47 sur les 202 entreprises implantées  à Montbeton), contre 14,9 % au niveau départemental.

#### Entreprises et commerces
Les cinq entreprises ayant leur siège social sur le territoire communal qui génèrent le plus de chiffre d'affaires en 2020 sont : 
- Weill, collecte et traitement des eaux usées (2 315 k€)
- PCKG, gestion de fonds (162 k€)
- Gecko's Post, production de films institutionnels et publicitaires (67 k€)
- Optique C. P. Lefort, commerces de détail d'optique (37 k€)
- Auto-Services, commerce de voitures et de véhicules automobiles légers (25 k€)

### Agriculture
La commune est dans les « Vallées et Terrasses », une petite région agricole occupant le centre et une bande d'est en ouest  du département de Tarn-et-Garonne. En 2020, l'orientation technico-économique de l'agriculture  sur la commune est la polyculture et/ou le polyélevage.
|               | 1988 | 2000 | 2010 | 2020 |
| ------------- | ---- | ---- | ---- | ---- |
| Exploitations | 43   | 41   | 29   | 26   |
| SAU (ha)      | 699  | 852  | 843  | 625  |

Le nombre d'exploitations agricoles en activité et ayant leur siège dans la commune est passé de 43 lors du recensement agricole de 1988  à 41 en 2000 puis à 29 en 2010 et enfin à 26 en 2020, soit une baisse de 40 % en 32 ans. Le même mouvement est observé à l'échelle du département qui a perdu pendant cette période 57 % de ses exploitations,. La surface agricole utilisée sur la commune a également diminué, passant de 699 ha en 1988 à 625 ha en 2020. Parallèlement la surface agricole utilisée moyenne par exploitation a augmenté, passant de 16 à 24 ha.

## Culture locale et patrimoine

### Lieux et monuments
- Église Notre-Dame-de-l'Assomption de Montbeton[42] : l'église est construite entre 1878 et 1882. La première pierre est posée le 28 juin 1878. L'architecte est Henry Bach de Toulouse aidé de maçons de Toulouse. La première pierre est bénite le 1er mai 1879 par Legan[Qui ?]. L'église est couverte en octobre 1880, les vitraux de Claudius Lavergne sont posés en avril 1881. Le maître-autel, commandé à Angers, est placé en mars 1882 et plus tard les autels latéraux, faits à Montauban. Les lustres proviennent du salon de l'hôtel particulier de Paris du marquis de Bellissen (commanditaire de l'église et du centre Bellissen : ancien orphelinat). L'église est consacrée par le cardinal Delfies le 4-14 juin 1882 et la cérémonie est suivie d'un repas de quatre cents convives. Il bénit les cloches, fondues au Mans, le 13 juin suivant : la plus grosse, 20 quintaux : Henri Thérèse ; la deuxième, 15 quintaux : Maria Flora ; la troisième, 10 quintaux : Marie Caroline.

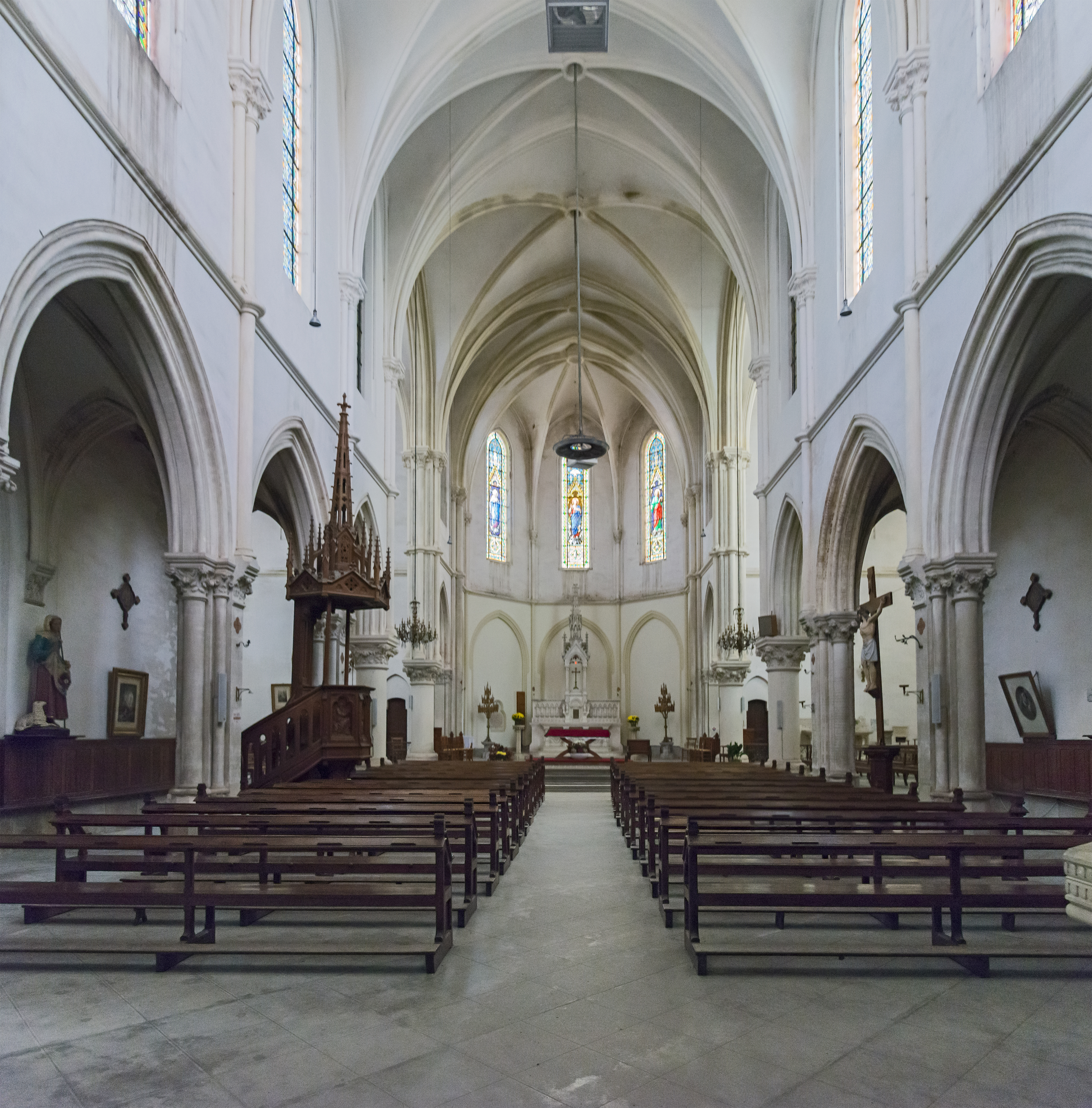
L’intérieur de l'église
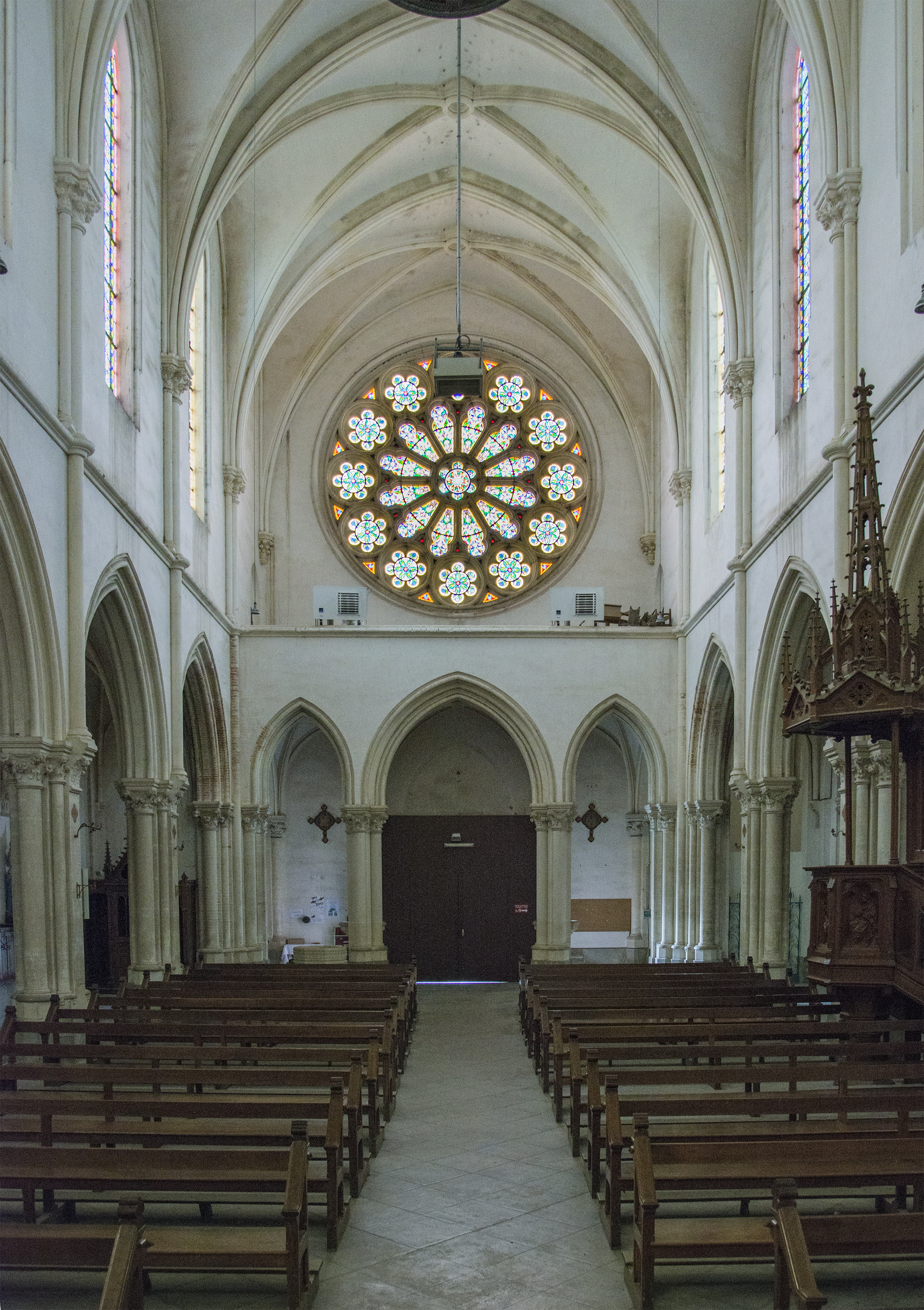
La contre-façade et la rosace
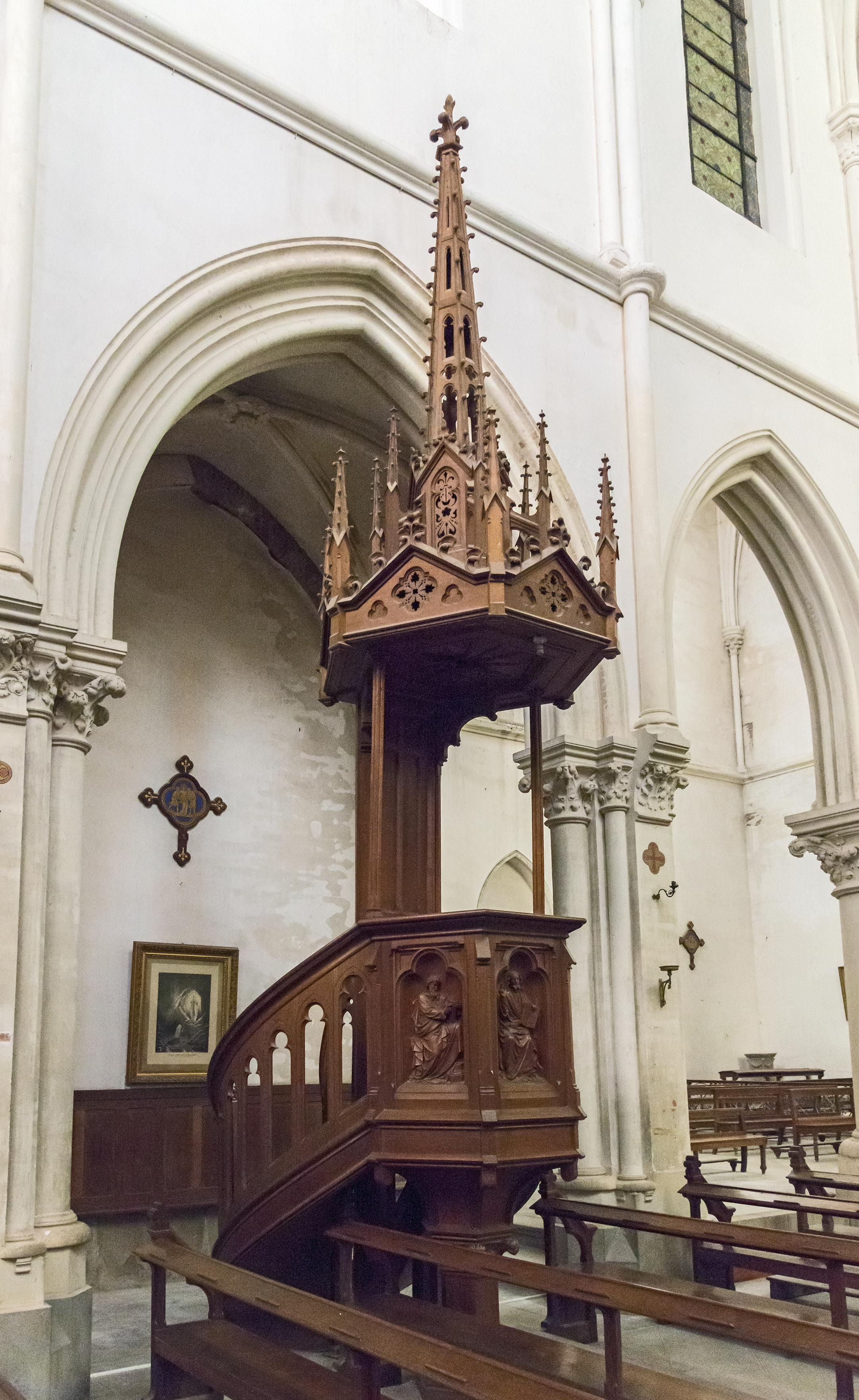
La chaire néo-gothique
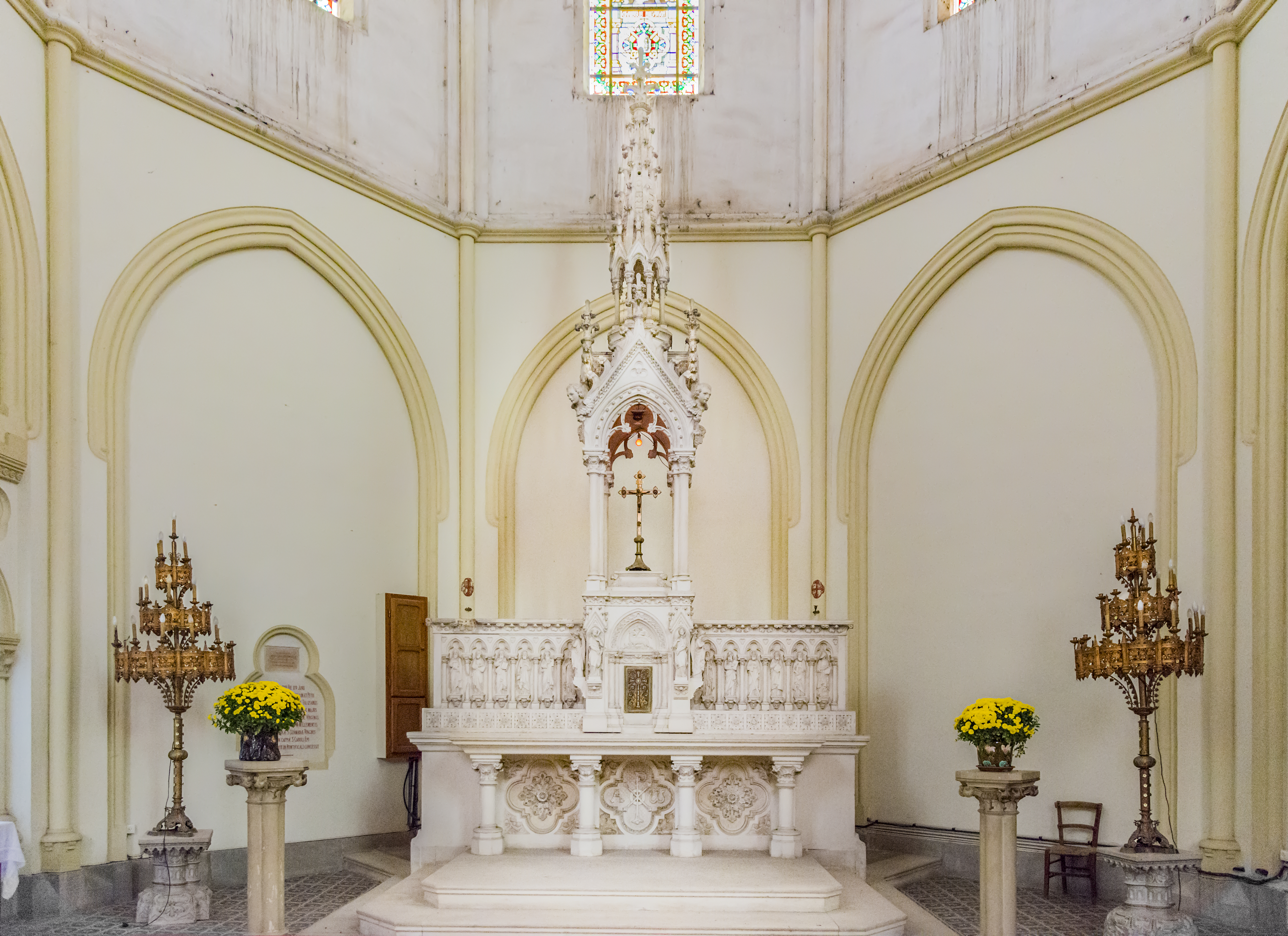
Le maître-autel
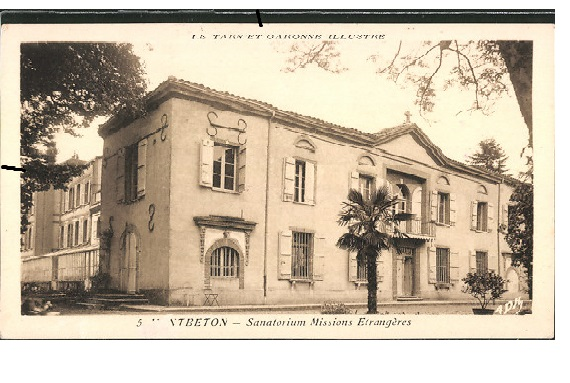
Façade de la maison de repos des Missions étrangères de Paris vers 1920
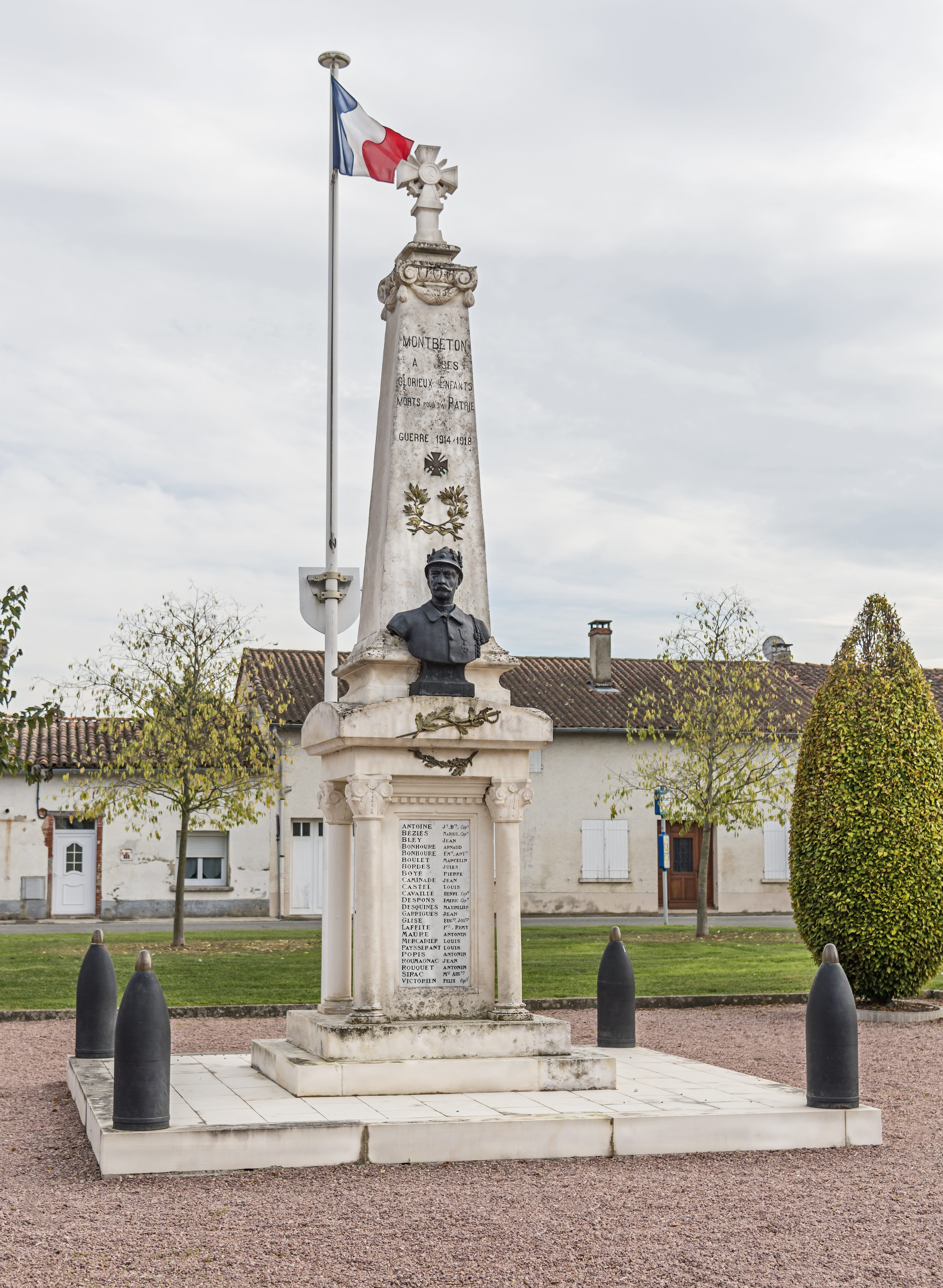
Le Monument aux morts

### Personnalités liées à la commune
- Jacques-Henri-Gabriel, marquis de Bellissen.
- Jean Urkia (1918-2011) M.E.P., évêque missionnaire, mort à Montbeton.